# Centre Georges Pompidou
Centre Georges Pompidou [sántr žorž pompidú], plným názvem Centre national d'art et de culture Georges-Pompidou, zkráceně Centre Pompidou a hovorově také Beaubourg [bóbúr] je kulturní centrum a galerie moderního umění ve 4. okrese francouzské metropole Paříže, nedaleko bývalé tržnice Halles. V Centru sídlí mimo jiné i Musée national d'art moderne (Národní muzeum moderního umění). Nejbližší stanice metra jsou Rambuteau a Les Halles. Od roku 2010 funguje v Metách pobočka, Centre Pompidou-Metz, od roku 2015 pobočka ve španělské Malaze.

## Historie
Moderní kulturní centrum vzniklo v letech 1972 až 1977 na popud francouzského prezidenta Georgese Pompidoua. Mezinárodní architektonické soutěže na architektonický návrh se zúčastnilo kolem 700 architektů z 50 zemí světa. Výběrové řízení vyhrála britsko-italská dvojice architektů Richard Rogers a Renzo Piano. Na projektu se podílel též architekt Jan Kaplický. Stavba, která podle jejich návrhu vznikla, stála téměř 1 miliardu franků a vyvolala mnohé diskuze u odborníků i široké veřejnosti. Postupem času se však Centrum stalo jednou z hlavních pařížských atrakcí a v roce 2013 mělo 5,2 milionu návštěvníků, z toho 3,75 milionu navštívilo muzeum.

## Popis budovy
Moderně působící sedmipodlažní skleněný palác o délce 166 metrů, šířce 60 metrů a výšce 42 metrů stojí na ploše 7 500 m2, celková podlahová plocha měří 103 305 m2..Nosná ocelová konstrukce budovy je vysunuta na vnější fasády a připomíná zapomenuté lešení, takže vytváří velmi netradiční vzhled této budovy. Díky tomu je ovšem celý vnitřek budovy volný, bez pilířů a opěr. Komunikace a rozvody jsou vedeny vně budovy různobarevně odlišeným potrubím, jehož barevnost není náhodná, ale rozlišuje jeho funkci. Modré je klimatizační potrubí, vodovodní je zelené, žluté je elektrické vedení a červená je určena pro výtahy, eskalátory atd. Bílé trubky jsou větrání podzemních prostor.

## Vnitřní prostory
Uvnitř se nacházejí výstavní prostory, knihovna, muzeum moderního umění, obchody, kavárny, kinosály a další prostory s velkými možnostmi využití. Ve 4. a 5. podlaží vystavuje Muzeum moderního umění díla předních umělců 20. století, jako byl Pablo Picasso, Marcel Duchamp, Vasilij Kandinsky, Joan Miró, Jackson Pollock a mnozí další.

## Ze sbírek muzea

### Obrazy

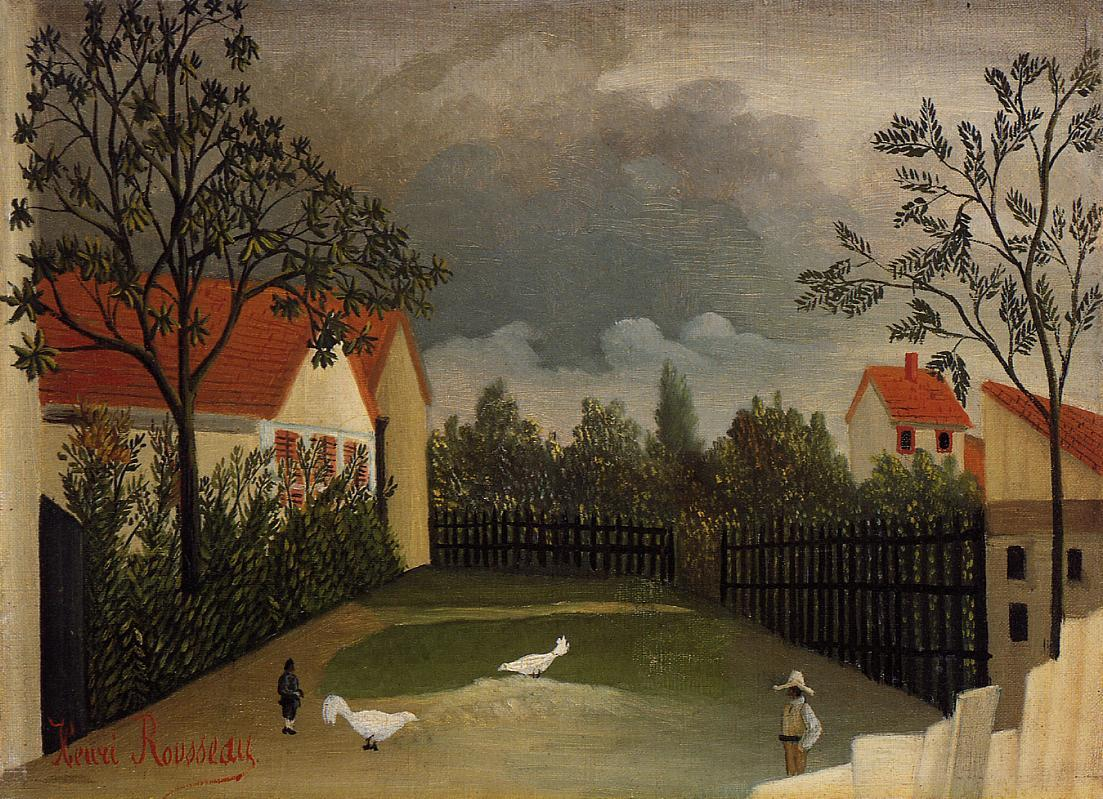
Henri Rousseau, Dvorek se slepicemi, 1896-1898
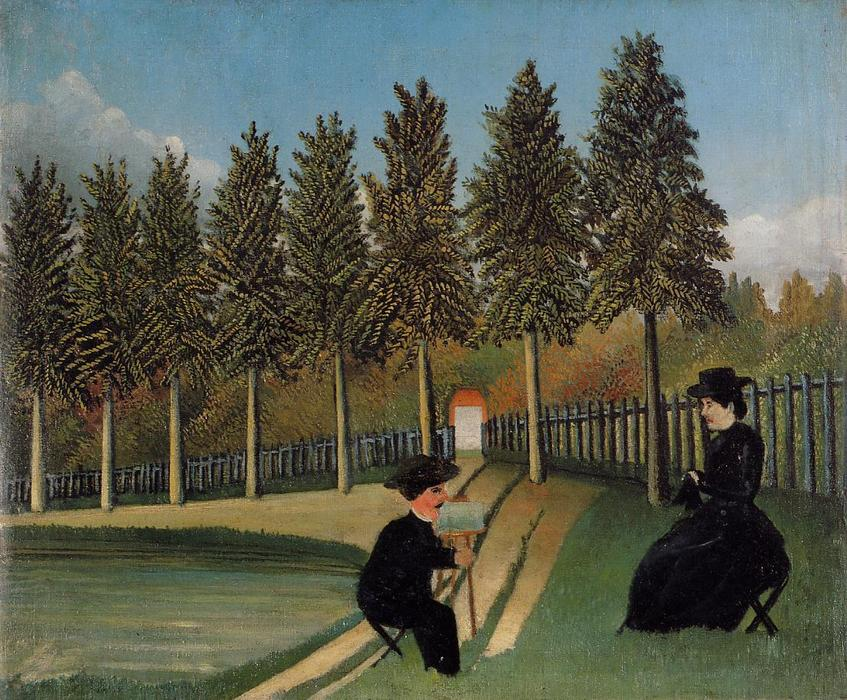
Henri Rousseau, Malíř a jeho model, 1900-1905
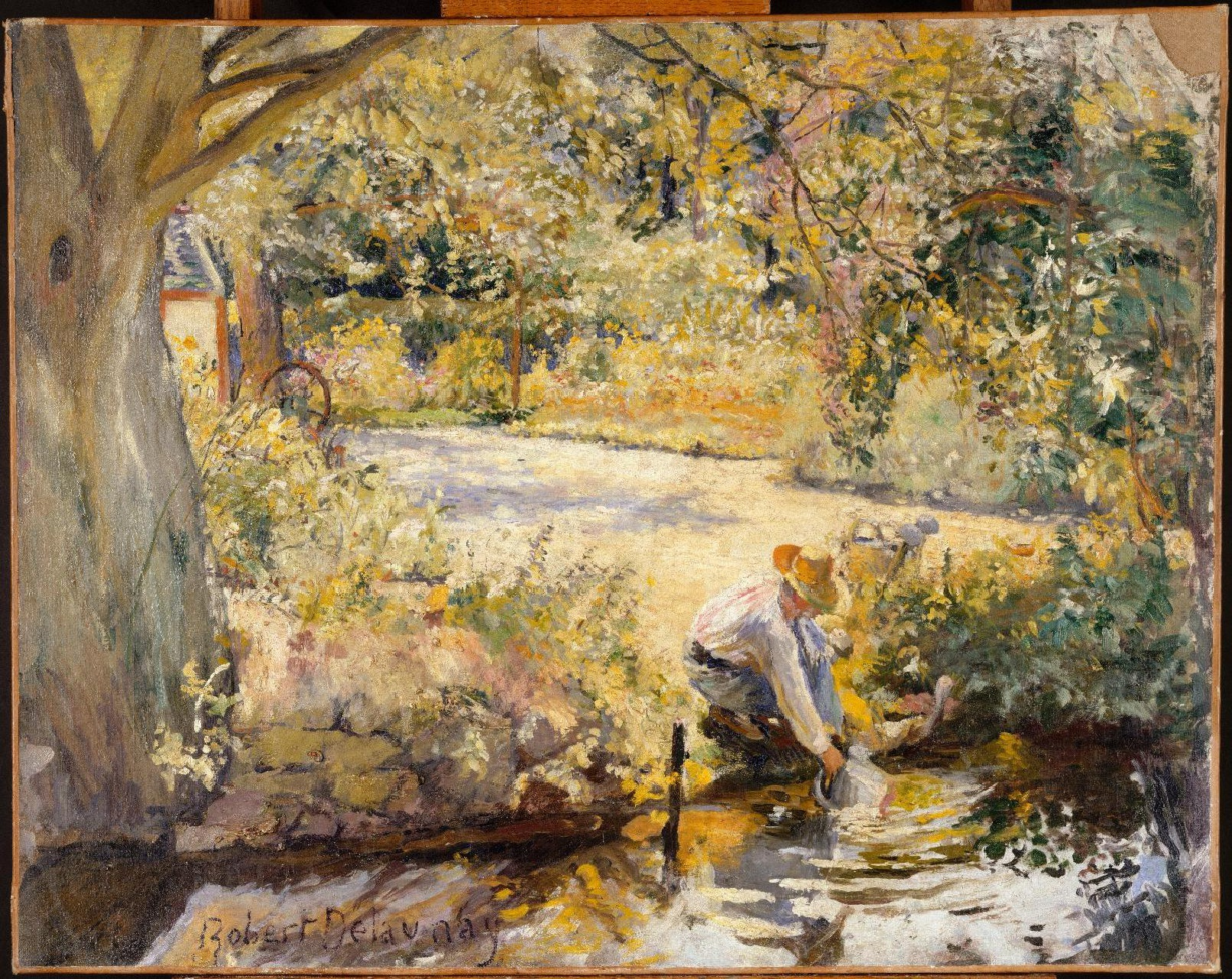
Robert Delaunay, Na břehu Yèvre, 1903
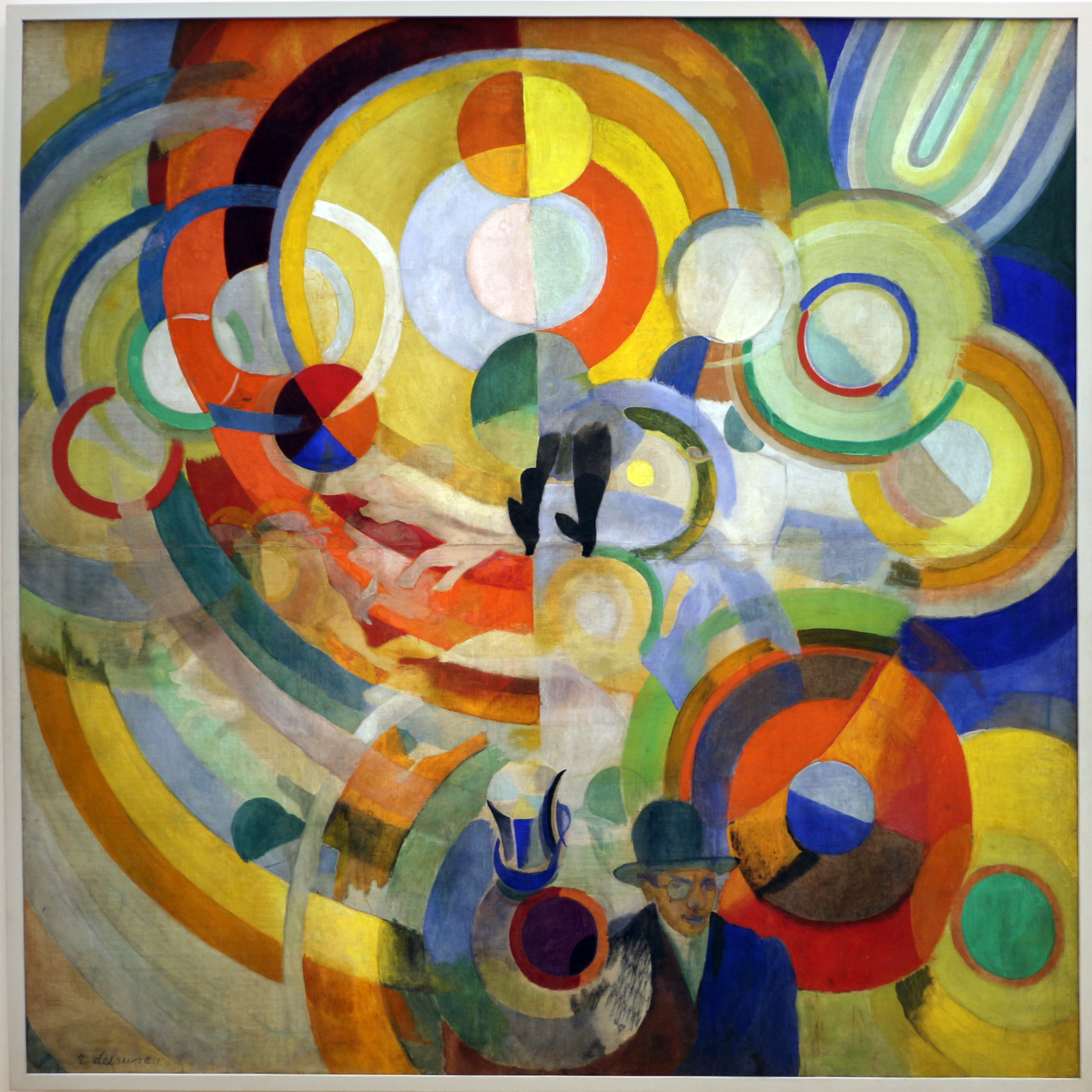
Robert Delaunay, Kolotoče, 1922
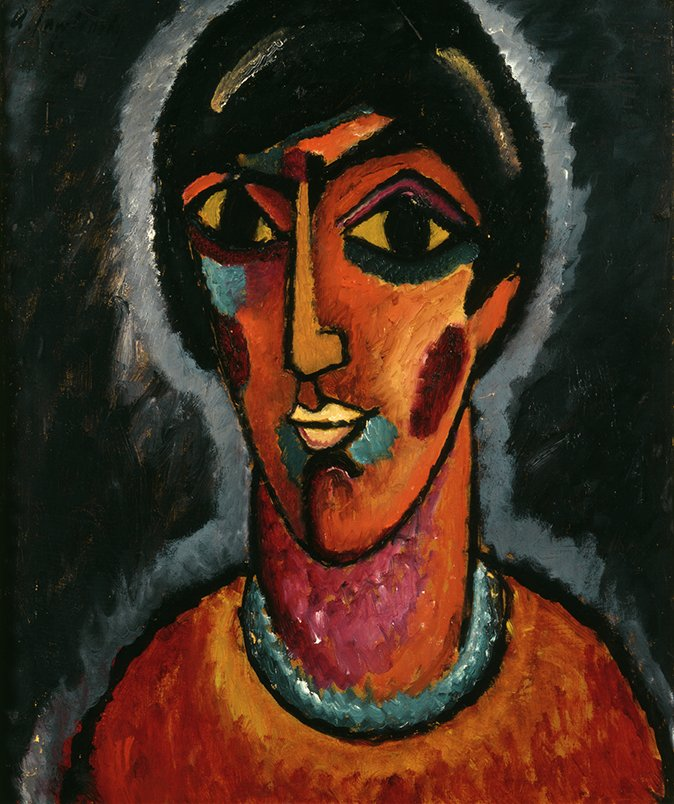
Alexej von Jawlensky, Byzantská žena, 1913
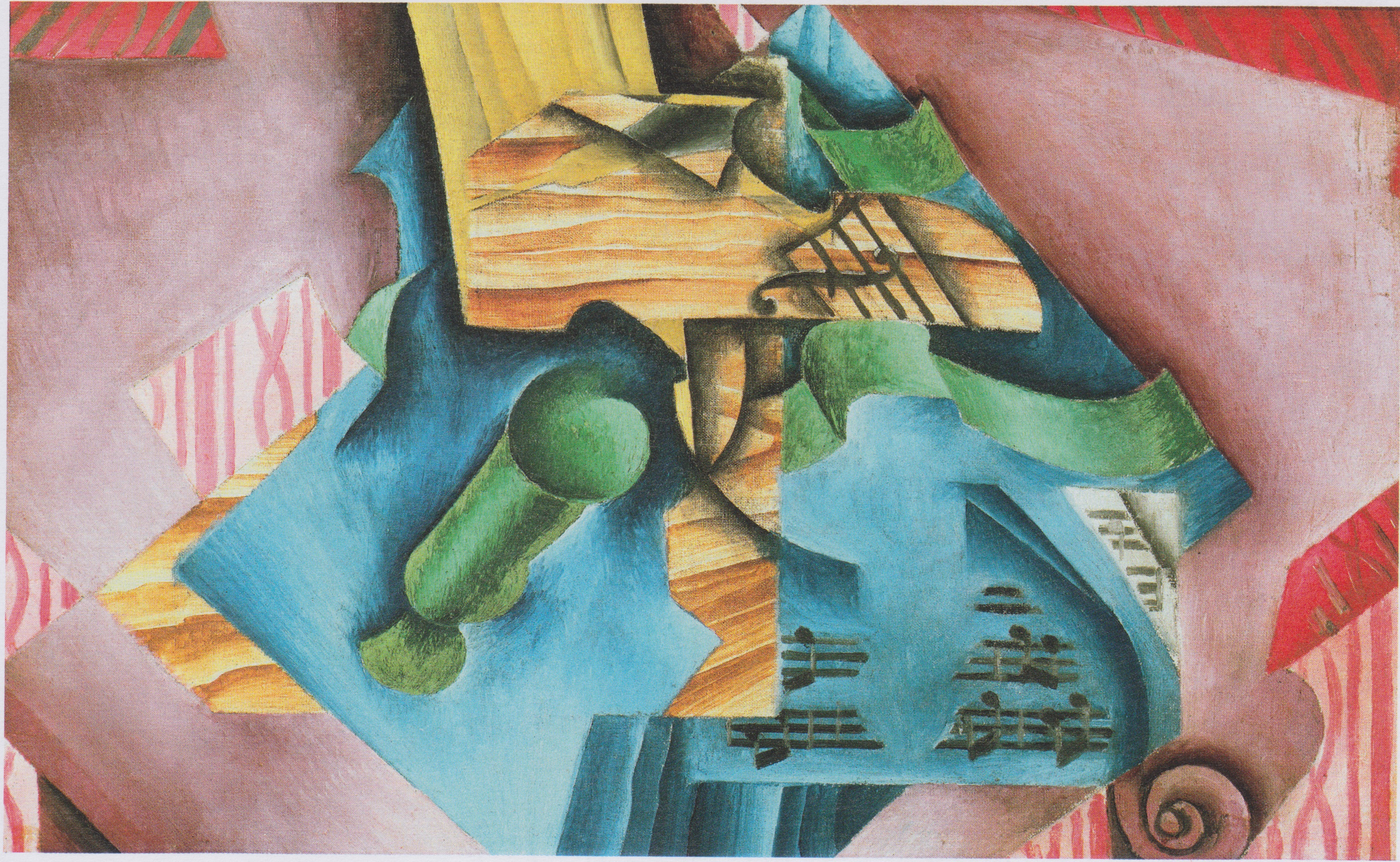
Juan Gris, Housle a sklenice, 1913
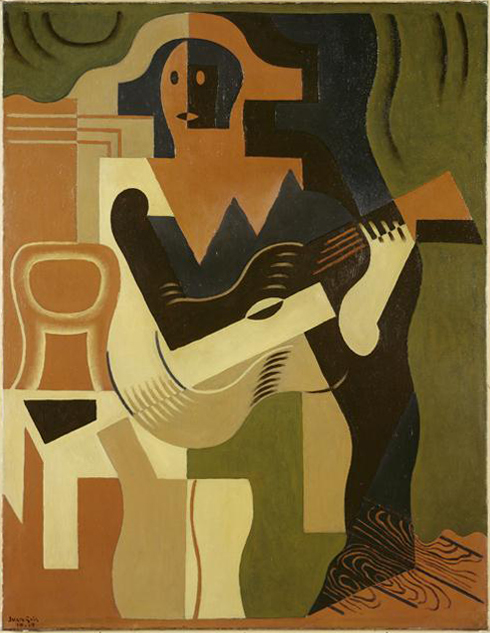
Juan Gris, Harlekýn s kytarou, 1919
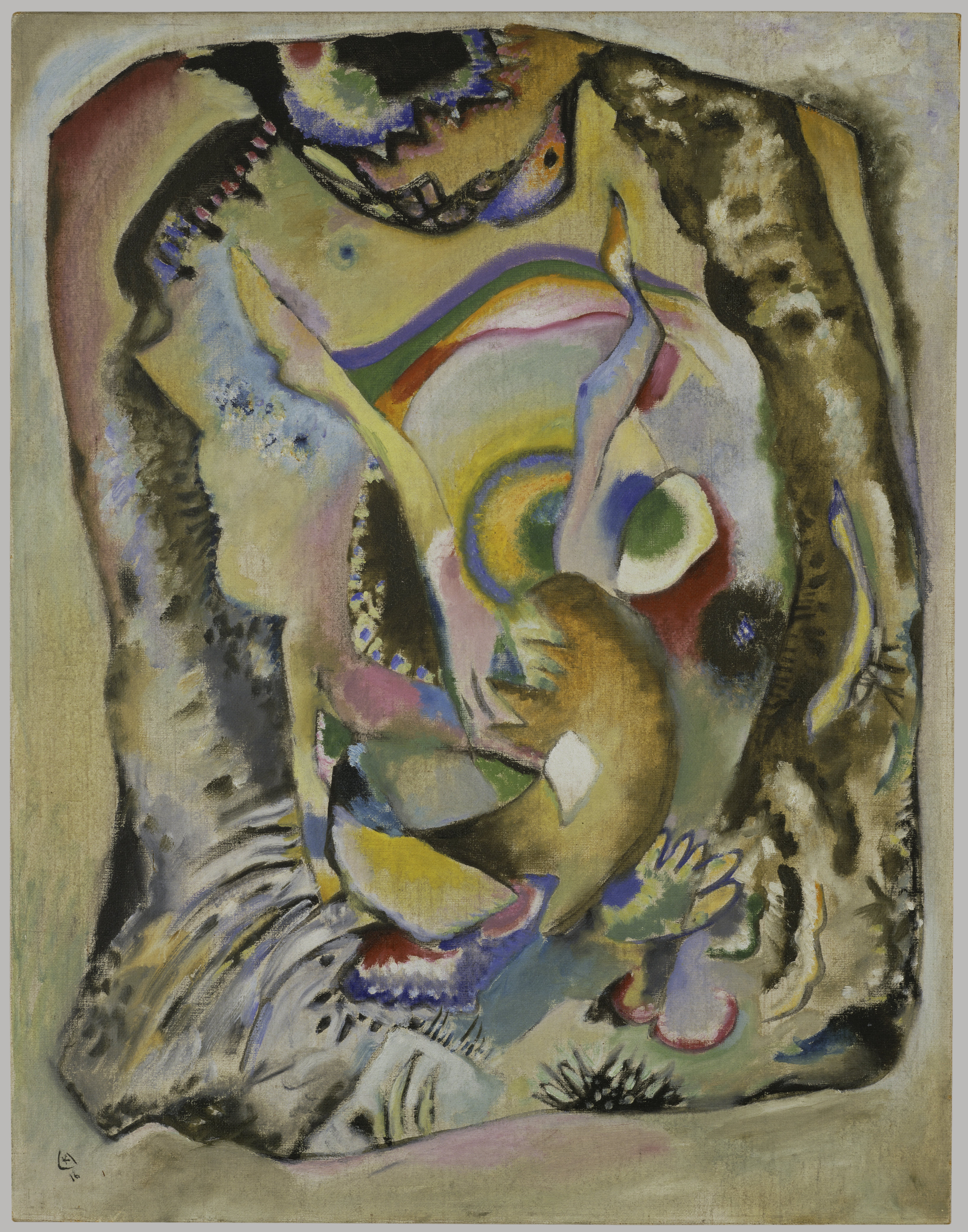
Vasilij Kandinskij, Malba na světlém pozadí, 1916
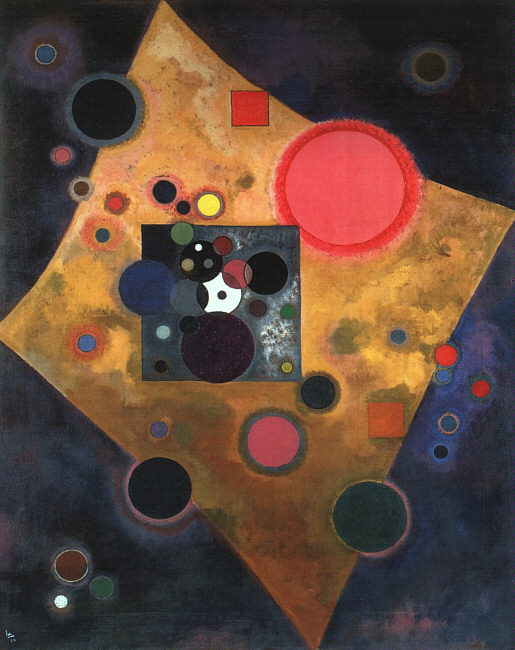
Vasilij Kandinskij, Důraz na růžovou, 1926
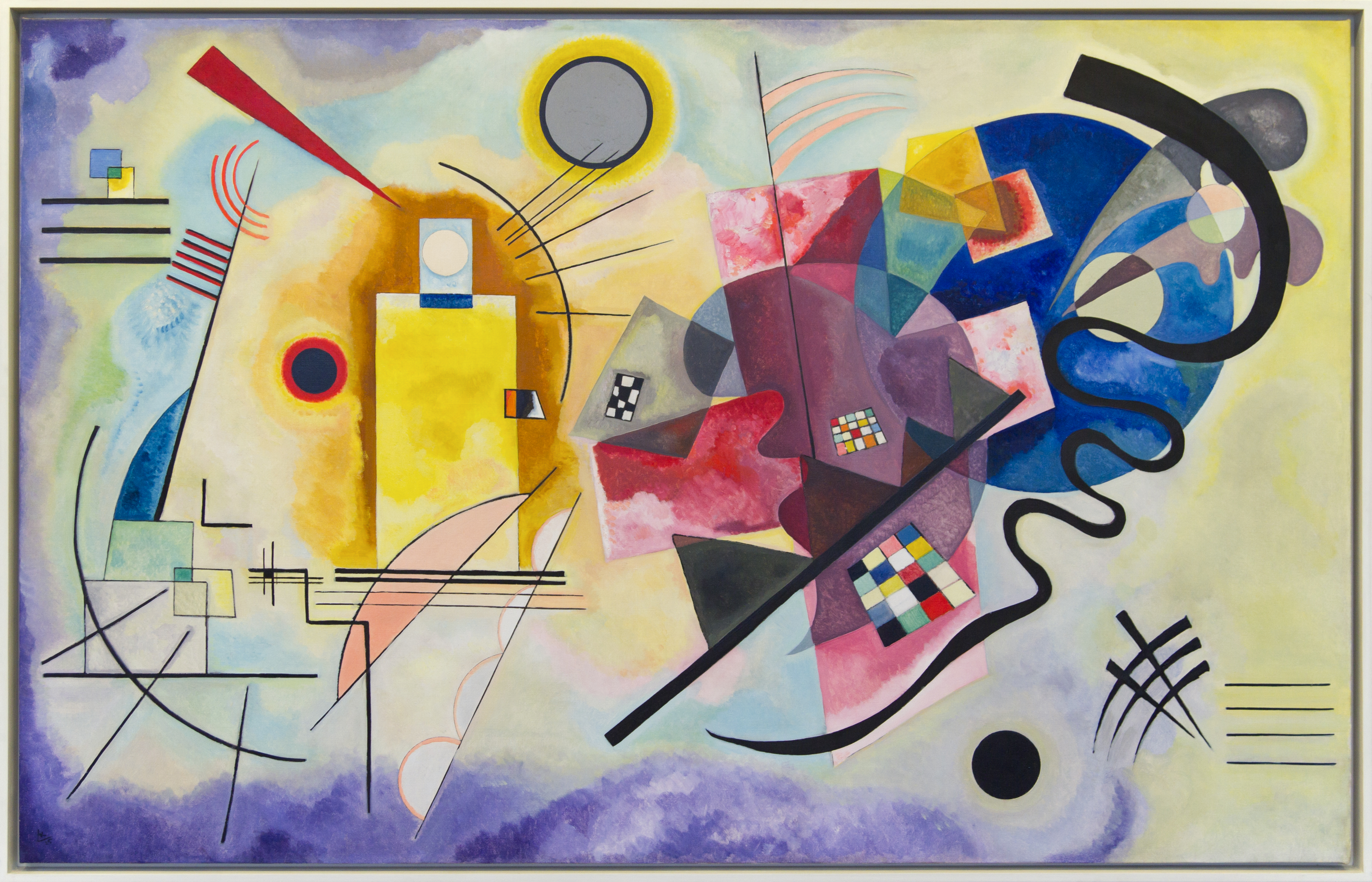
Vasilij Kandinskij, Žlutá modrá červená, 1935
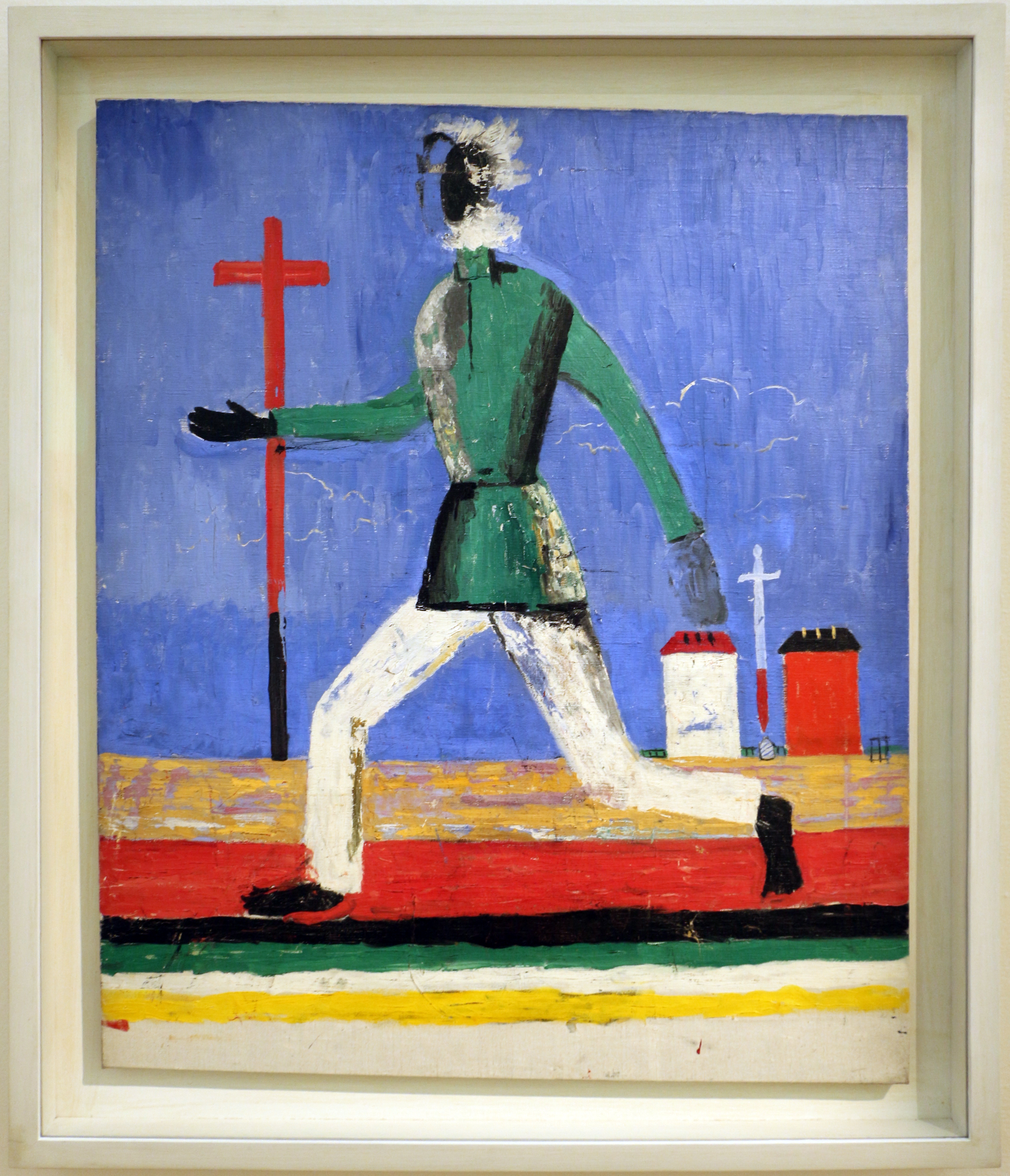
Kazimir Malevič, Běžící muž, 1931
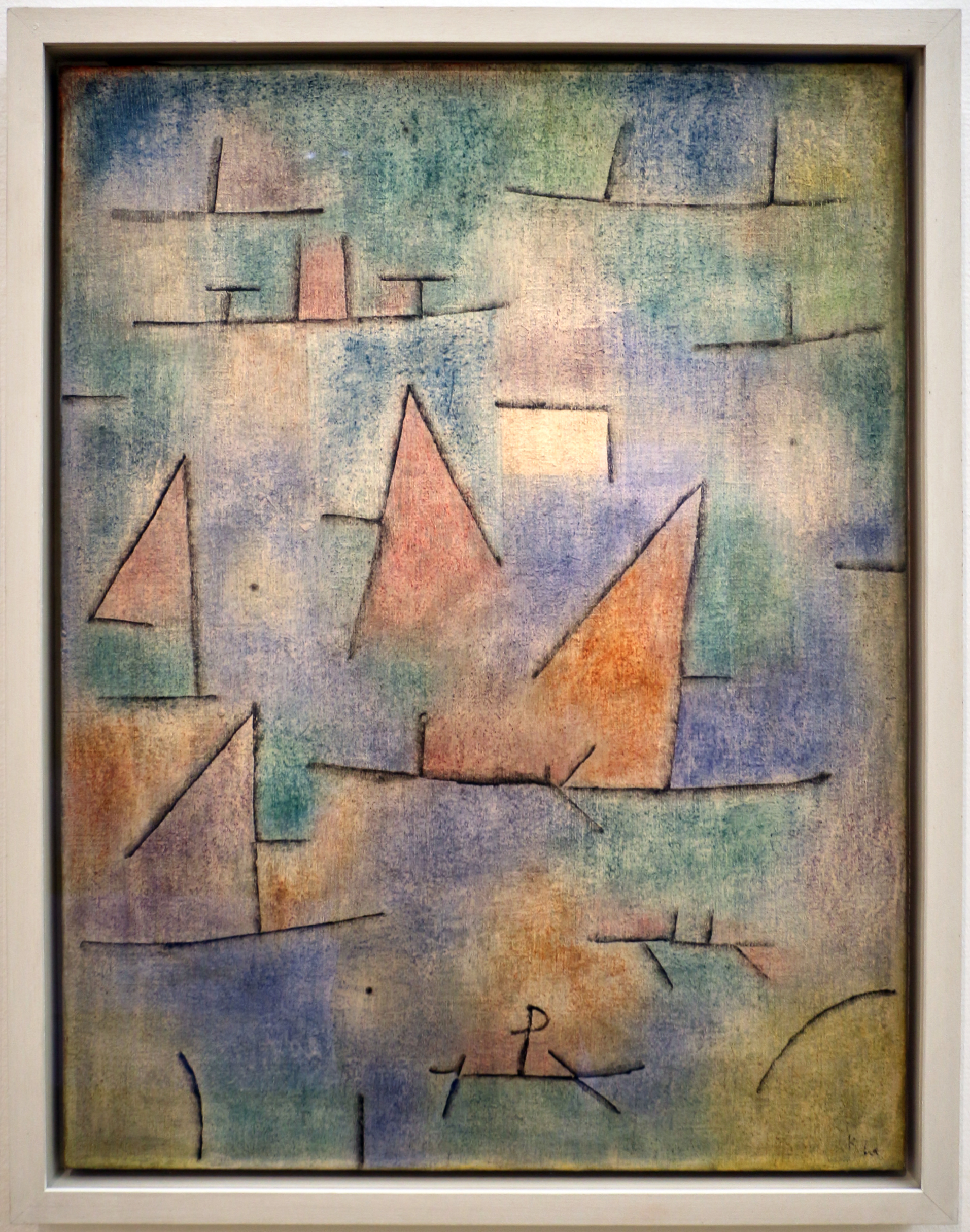
Paul Klee, Přístav s plachetnicemi, 1937
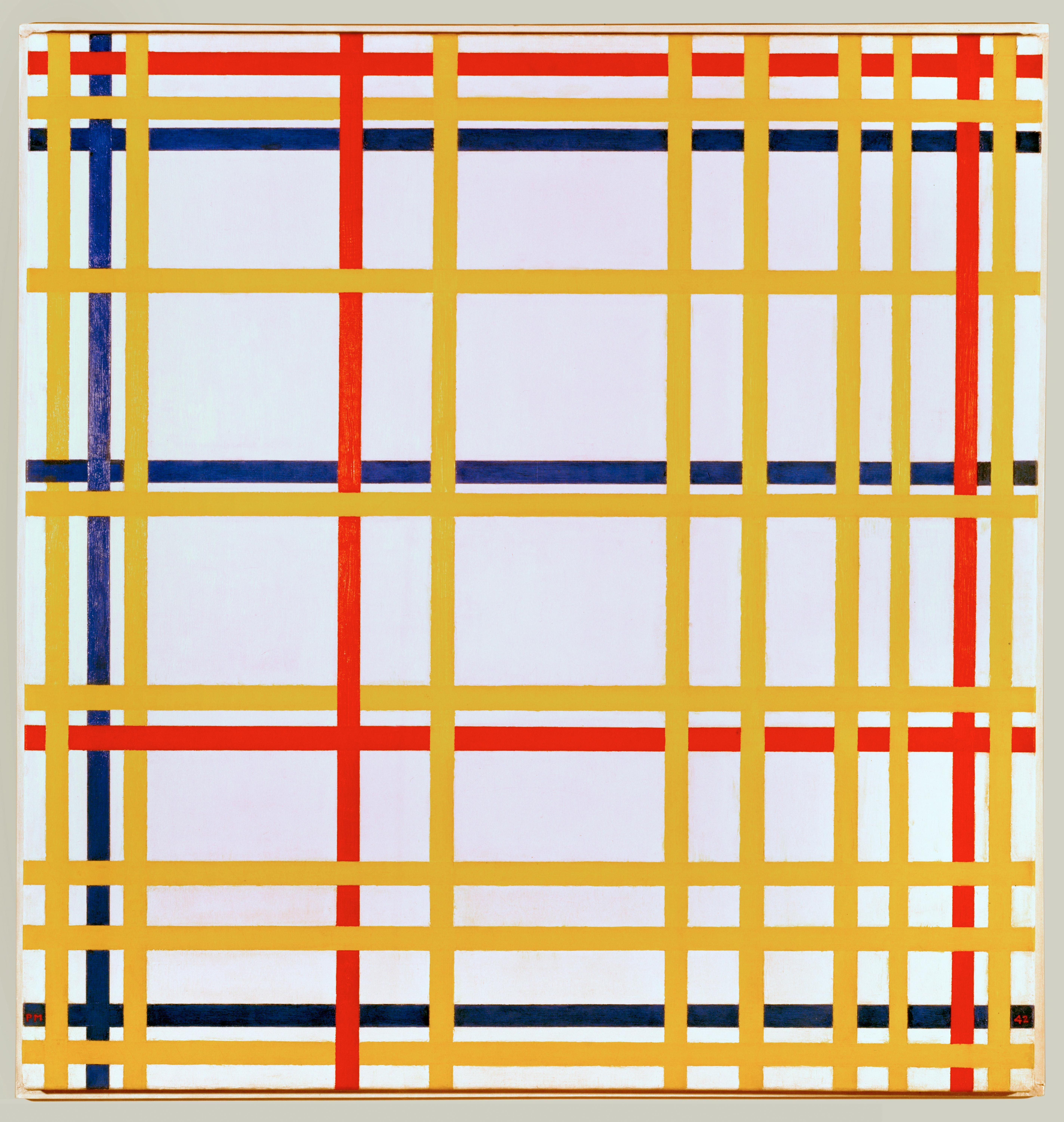
Piet Mondrian, New York City, 1942

### Design

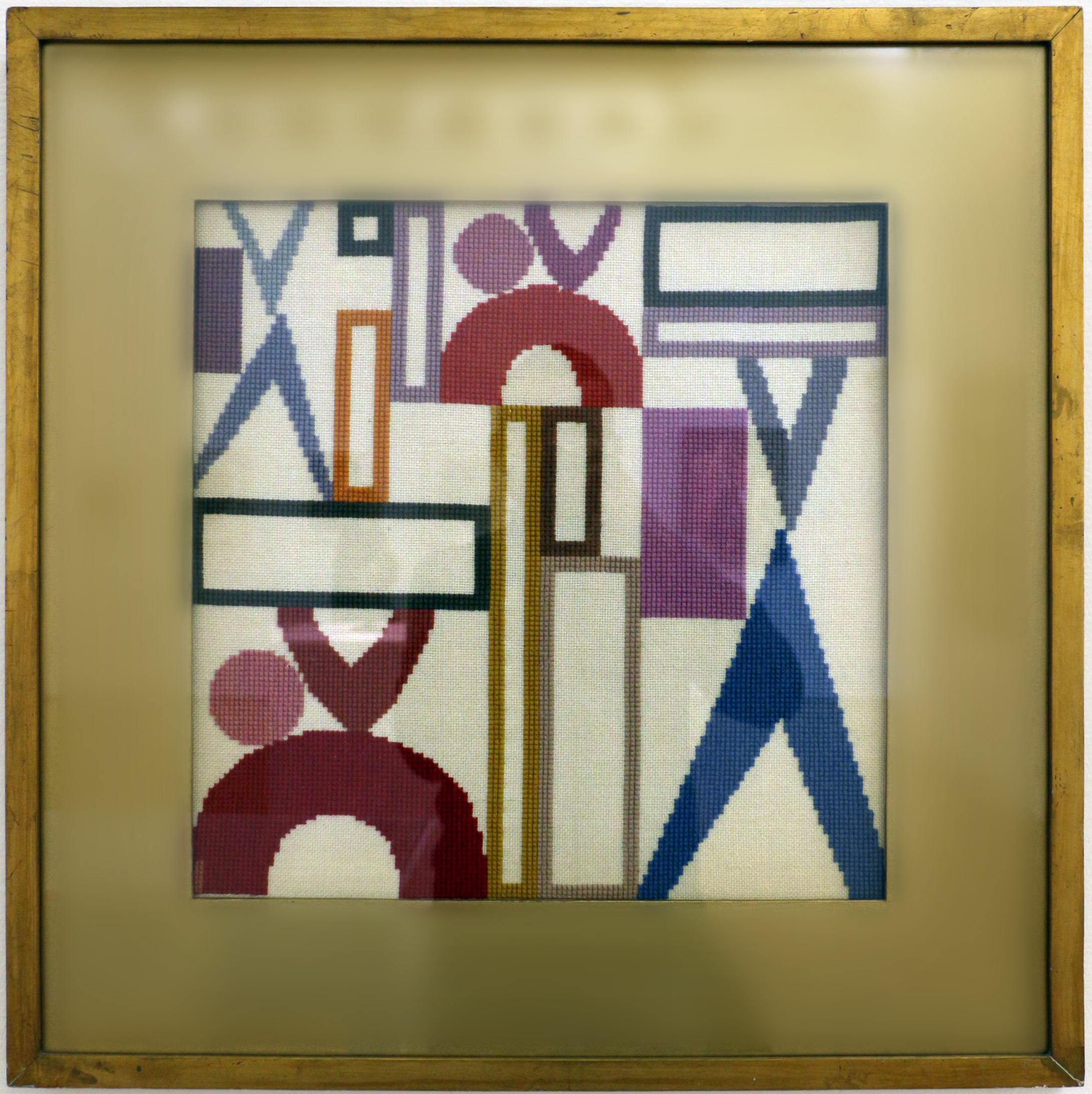
Sophie Taeuber-Arp, Dadaistická tapiserie, 1920
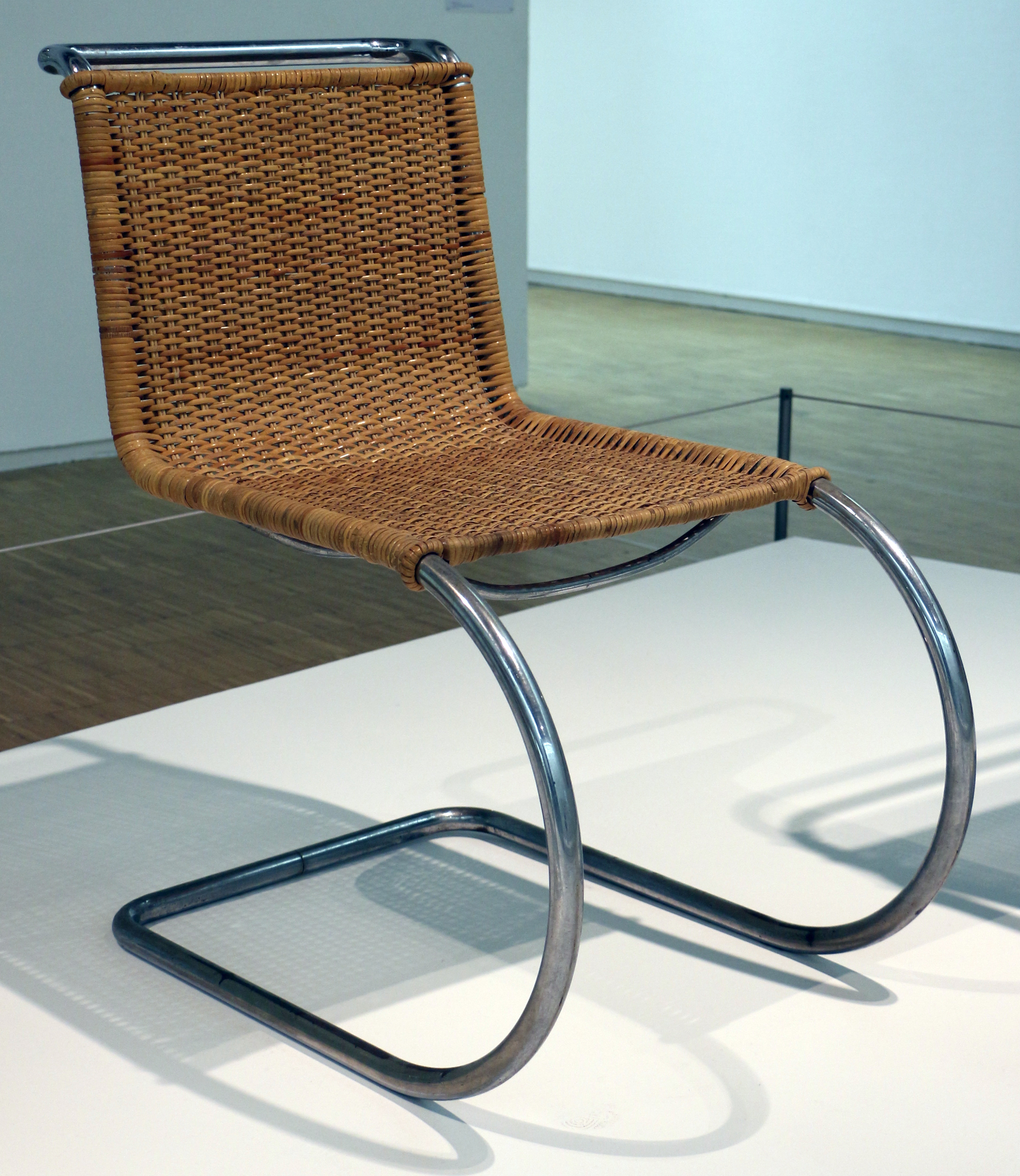
Ludwig Mies van der Rohe, Židle MR 10, 1927
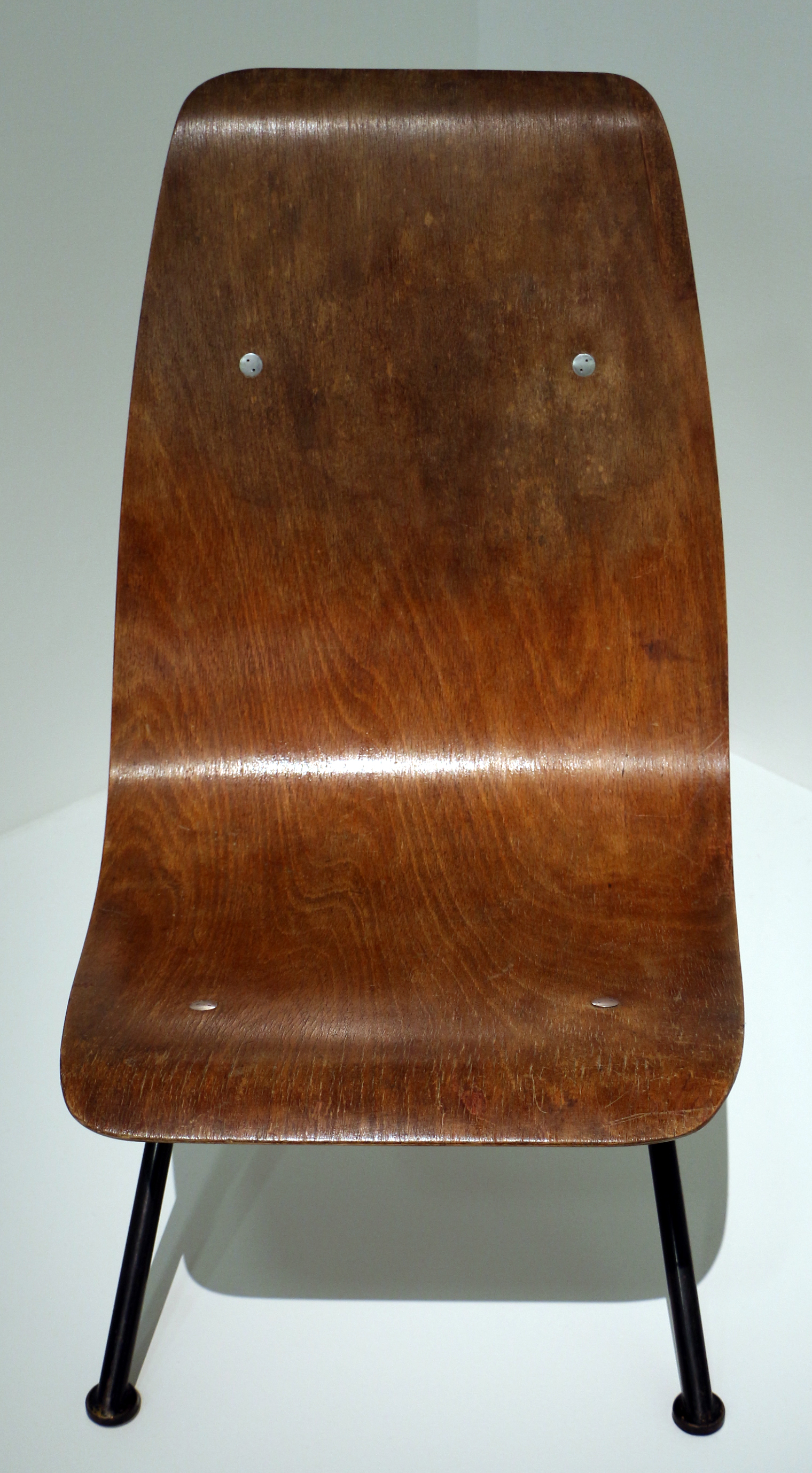
Jean Prouvé, Lehké křeslo Antony, 1955
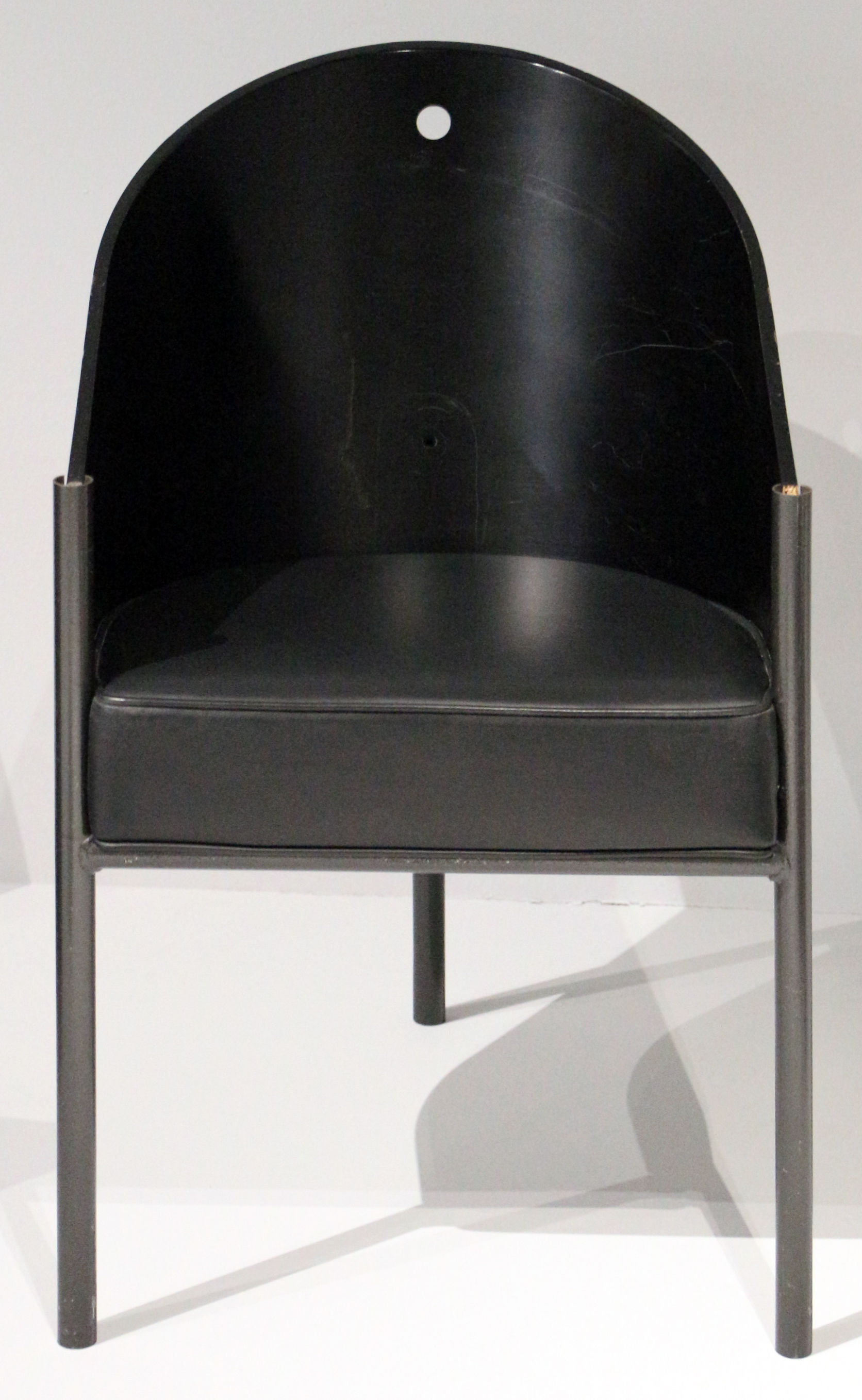
Philippe Starck, Židle Costes, 1981
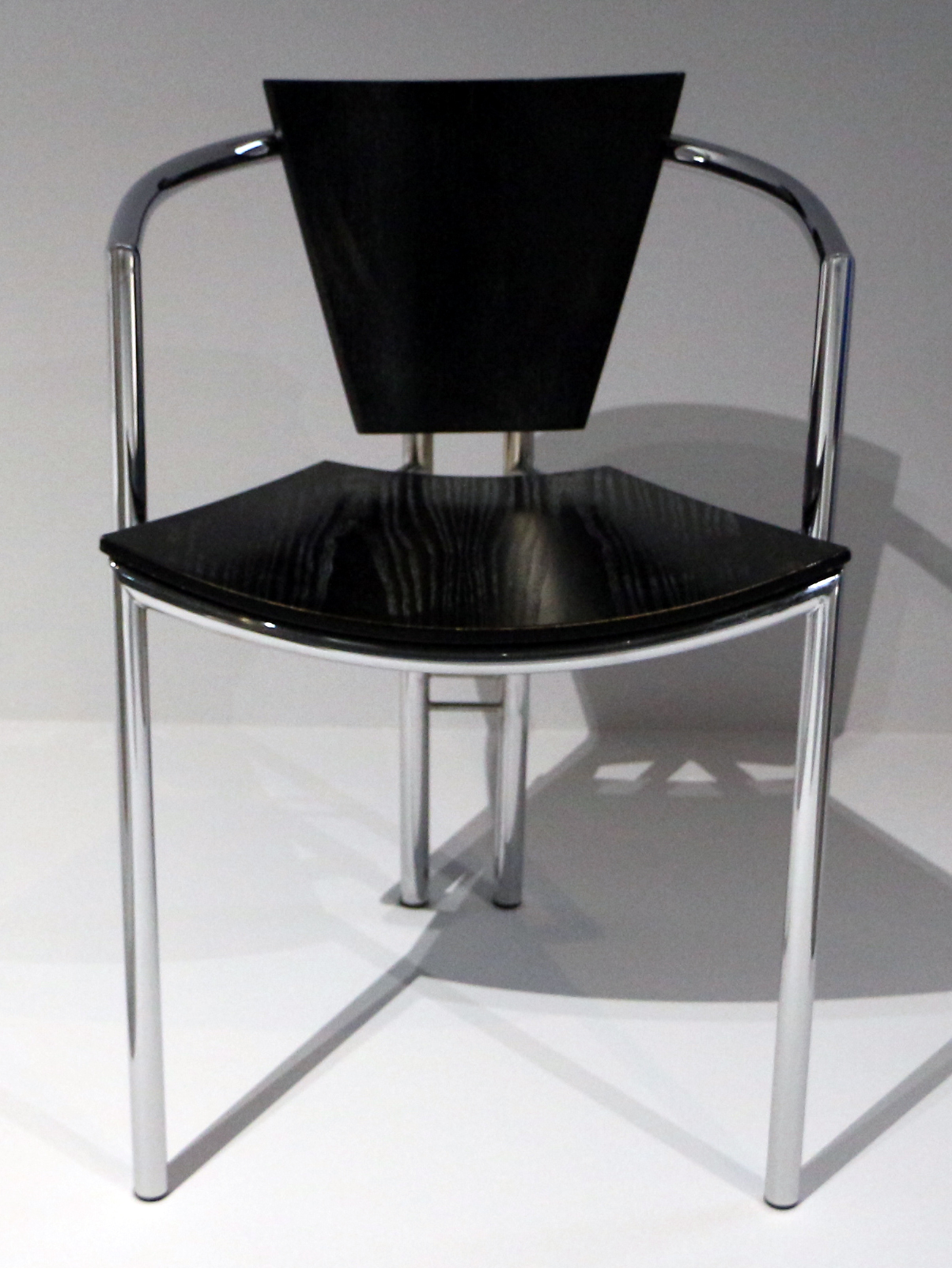
Ronald-Cecil Sportes, Židle Sum up, 1982
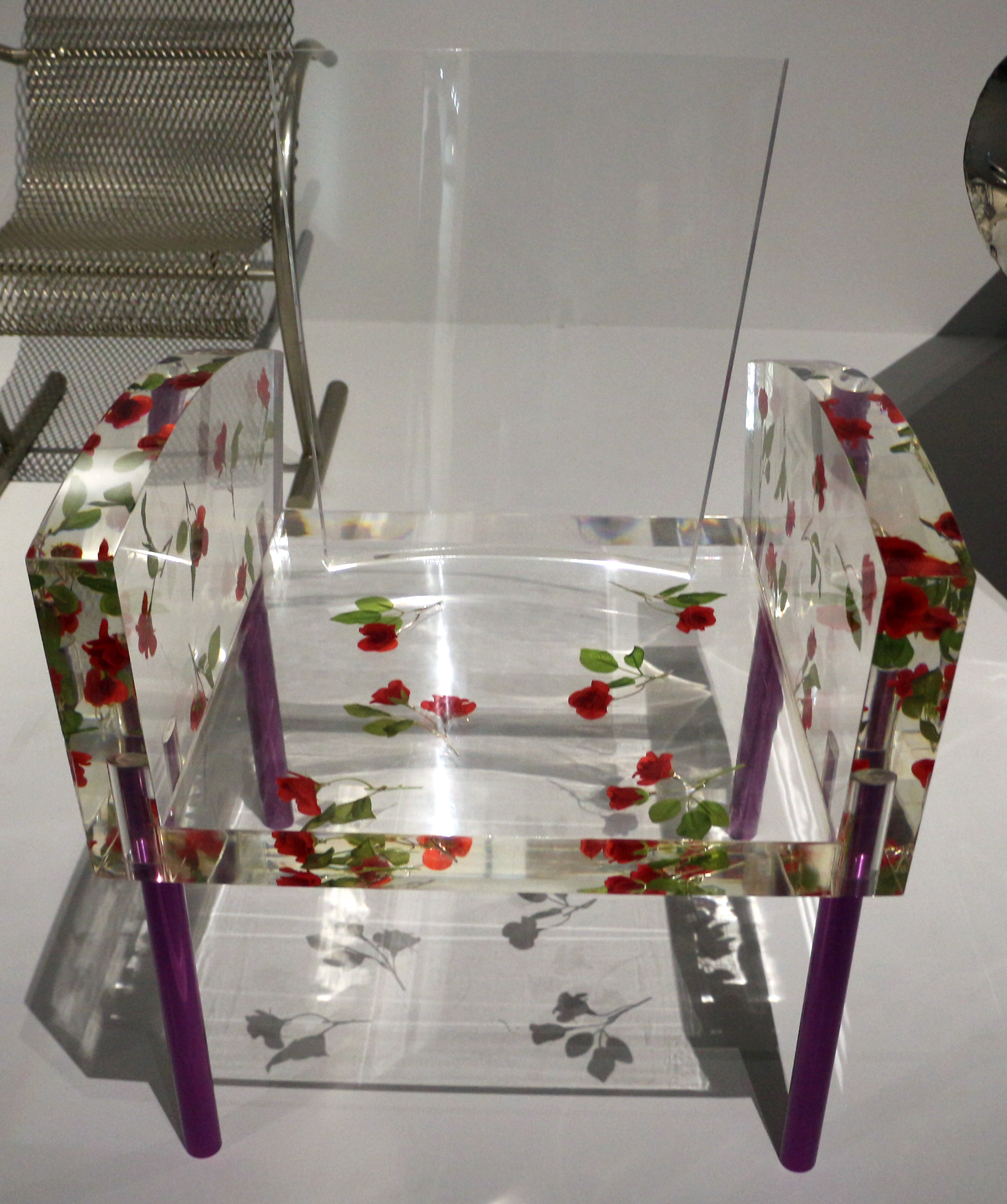
Shiro Kuramata, Křeslo Miss Blanche, 1989